# Jiří Trnka
Jiří Trnka, född 24 februari 1912 i Pilsen i dåvarande Österrike-Ungern, död 30 december 1969 i Prag i dåvarande Tjeckoslovakien, var en tjeckisk marionettartist, animatör, illustratör och regissör inom animerad film.

## Biografi
Trnka utbildade sig på en yrkesskola i hemstaden, där han träffade sin lärare Josef Skupa som så småningom skulle bli en ledande offentlig person inom den tjeckiska dockfilmen. Skupa var hans mentor, som anförtrodde honom med visst ansvar. Han lyckades övertyga Trnka familj att låta skriva in honom vid den prestigefyllda Konsthögskolan i Prag, där han fullgjorde sin lärlingstid mellan 1929 och 1935.
Med den utbildning han erhållit på konstskolan, och sin erfarenhet av att arbeta i en grafik verkstad, påbörjade Trnka snart en framgångsrik karriär som illustratör. Han anställdes av det Prag-baserade förlaget Melantrich, och hans första illustrerade arbete var Tygr pana Boska ('Herr Boseks tiger') av Vítěslav Šmejc, publicerad 1937.
Trnka verkade speciellt inom dockfilmen. Bland hans flerfaldigt belönade filmer märks Präriens ros (1949), Kejsarens näktergal (1950), Den glada cirkusen (1951), En midsommarnattsdröm (1959) och Ängeln Gabriel och den vackra jungfrun (1964).

## Utmärkelser
Trnka tilldelades 1968 Hans Christian Andersen-priset i kategorin illustratörer.